# William Arthur Lewis
William Arthur Lewis, född 23 januari 1915 i Castries, Saint Lucia, död 15 juni 1991 i Bridgetown, Barbados, var en saintluciansk-brittisk nationalekonom som belönades med Sveriges Riksbanks pris i ekonomisk vetenskap till Alfred Nobels minne 1979. 

## Tidiga åren
Lewis föddes som fjärde sonen i en familj som hade emigrerat från Antigua till huvudstaden Castries på Saint Lucia. Eftersom ön ingick i Brittiska samväldet blev han brittisk medborgare. Han utmärkte sig i skolan, Castries Anglican Primary School, och fick redan innan han hade fyllt tio år ett stipendium för att kunna gå på St. Mary's College. Han slutade skolan när han var 14 år, och arbetade sedan tills han var lagom gammal för att skriva upp för St. Lucia Government Island stipendium med möjlighet att gå på ett brittiskt universitet, vilket lyckades 1932.

## Utbildning och arbete
När han hade fyllt arton år åkte han 1933 till London och började på University of London. När han tog sin examen 1937 så gjorde han det som bästa elev i klassen och fick ett stipendium från London School of Economics (LSE) för att doktorera i industriell ekonomi.
1940 tog han doktorsexamen och började arbeta på LSE fram till 1947. Det året gifte han sig med Gladys Jacobs från Grenada, som han fick två barn med,  Elizabeth och Barbara. 1948 fick han tjänst som professor i Nationalekonomi vid universitetet i Manchester, University of Manchester, och arbetade där till 1956. Under denna tiden åkte han runt och arbetade i många afrikanska och asiatiska länder. Han var även ekonomisk konsult i Karibiska kommissionen, som arbetade med att stärka det ekonomiska och sociala samarbetet i Karibien, och medlem i FN:s expertgrupp för att ge ekonomiska råd till u-länder.
Från 1960 till 1983 var han professor i Princeton och innehade två olika professurer. Först var han professor i internationella affärer, och därefter i nationalekonomi. Han var dessutom en tid i slutet av femtiotalet och början av sextiotalet biträdande rektor på University of West Indies. Efter pensioneringen 1983 blev Lewis president i American Economic Association.

## Forskning
Lewis skrev mellan åren 1941 och 1988 81 essäer och tio böcker inom området ekonomi. Hans arbete och forskning inom nationalekonomi och u-länders ekonomi, där han hjälpte många länder i Afrika och Karibien ledde till att han 1979 erhöll Sveriges Riksbanks pris i ekonomisk vetenskap till Alfred Nobels minne.

## Kuriosa
Lewis ville tidigt i livet bli ingenjör, men som han själv sa i sin biografi: Jag ville egentligen bli ingenjör, men varken den koloniala regeringen eller en sockerplantageägare skulle anställa en svart ingenjör.
Lewis adlades 1983. När Saint Lucias kabinett beslutade att bygga ett utbildningskomplex 1985 döptes det till The Sir Arthur Lewis Community College för att hedra honom. Lewis kvarlevor är begravda vid denna skola.